# Almedia
Almedia è un census-designated place (CDP) degli Stati Uniti d'America, situato nello stato della Pennsylvania, nella contea di Columbia. Almedia un tempo si chiamava Afton. Nelle vicinanze di Almedia c'erano cave di calcare e industrie di dragaggio del carbone.